# 国法学
国法学（こくほうがく、ドイツ語: Staatsrecht、Staatsrechtslehre）は、ドイツにおいて国家学から生じた学問分野であり、国家を法学的に分析する学問である。
憲法学と同義に用いられることもあるが、特定の国家を前提としない一般的な基本原理（立憲の原則）を対象とする分野の意味で用いられることもあり、この場合は一般国家学（一般国法学、国法汎論、Allgemeine Staatslehre）とも呼ばれ、憲法学汎論や比較憲法学に近い。
森口繁治『憲法学原理』によれば、「国法学の研究対象は法であり、国法学は法の中、国家に関する法の意味を研究する学問である。即ち国法学は法上国家は如何なるものであるか、その国家は法上いかに意味付けられ、法的に如何なる構成と組織とを取るか、又いかなる作用を営むか等を研究する学科である」。

## 日本の国法学

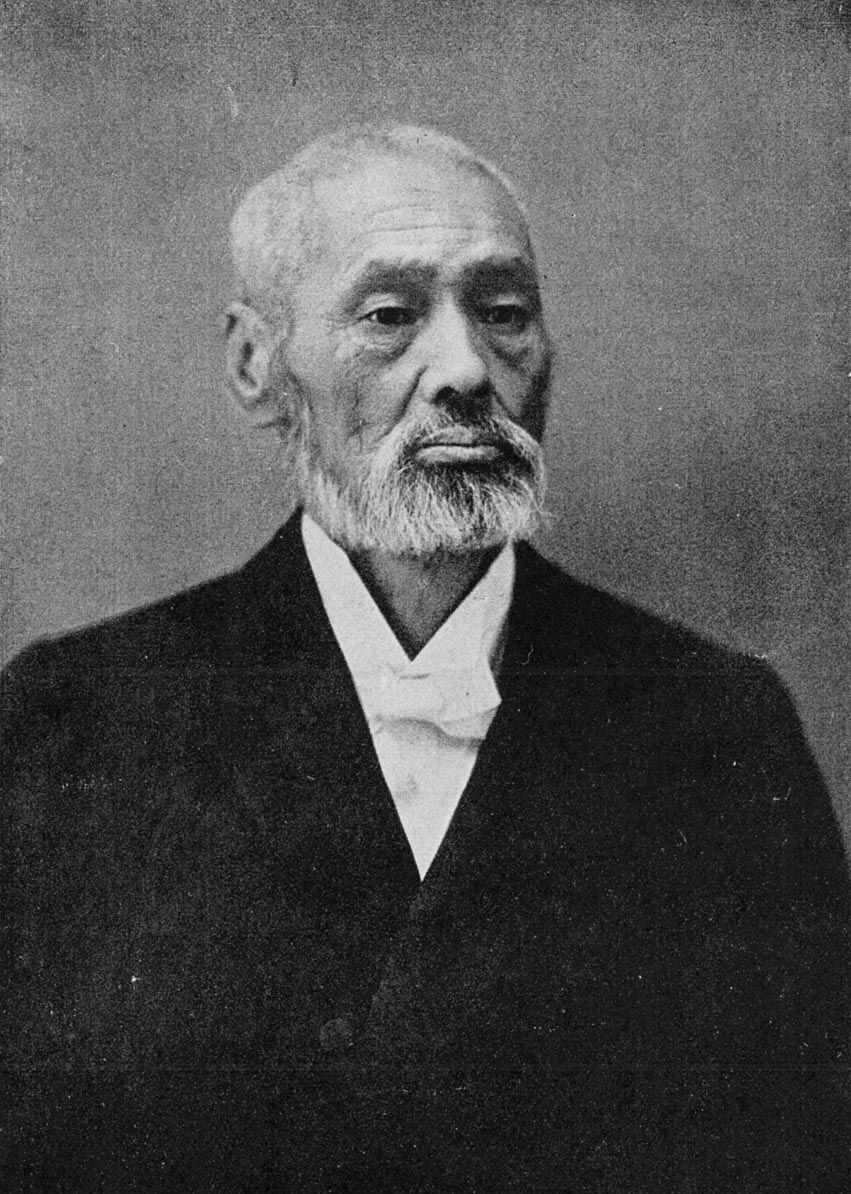
加藤弘之

自由主義からの転向後に進化論的国家有機体説の立場に立った加藤弘之が翻訳したヨハン・カスパー・ブルンチュリ『国法汎論』は、国家有機体説など日本の国家思想に影響を与えた。
戦前の東京帝国大学法科大学においては、憲法講座と国法学講座が並立して設けられた。そのため、憲法学者が憲法、国法学、行政法の各講座を分担する形となっていた。日本人として最初の国法学講座担当者となったのは末岡精一であった。1894年に末岡が病死すると、後任は一木喜徳郎が務めることとなった。また、戦後には芦部信喜も講座を担当した。

### 主な日本の国法学者
本項では国法学講座の教員を挙げる。
- 末岡精一（東京帝国大学国法学講座教授）
- 一木喜徳郎（東京帝国大学国法学講座教授）
- 芦部信喜（東京大学国法学講座教授）
- 井上密（京都帝国大学国法学講座教授）
- 市村光恵（京都帝国大学国法学講座教授）
- 森口繁治（京都帝国大学国法学講座教授）
- 朧谷峻嶺（京都帝国大学国法学講座教授）

## 関連分野
- 基礎法学/法哲学/法社会学
- 公法学
- 憲法学
- 政治哲学

## 主な文献

### 日本
- 末岡精一『比較国法学』（1899年）
- 樋口陽一『国法学』（2004年）

### ドイツ
- ヨハン・カスパー・ブルンチュリ『国法汎論』（1852/1886年、原題"Allgemeine Staatslehre"）
- ゲオルグ・イェリネック『一般国家学』（1900年、原題"Allgemeine Staatslehre"）
- フランツ・オッペンハイマー『国家論』（1908年、原題"Der Staat"、Volltext・PDF）
- ハンス・ケルゼン『一般国家学』（1925年、原題"Allgemeine Staatslehre"）
- ルドルフ・スメント『憲法体制と実定憲法』（1928年、原題"Verfassung und Verfassungsrecht"）
- カール・シュミット『憲法論』（1928年、原題"Verfassungslehre"）
- ヘルマン・ヘラー『国家学』（1934年、原題"Staatslehre"）
- ラインホルト・ツィッペリウス（ドイツ語版）『一般国家学』（2017年、原題"Allgemeine Staatslehre"、ISBN 978-3-406-71296-8）